# Clytemnestra hendorffi
Clytemnestra hendorffi is een eenoogkreeftjessoort uit de familie van de Peltidiidae. De wetenschappelijke naam van de soort is voor het eerst geldig gepubliceerd in 1891 door Poppe.